# Rolls-Royce Wraith (coupé)
Pour les articles homonymes, voir Rolls-Royce Wraith.
La Rolls-Royce Wraith est un coupé 4 places du constructeur automobile britannique de voitures de luxe Rolls-Royce produit de 2013 à 2022.

## Historique
La Rolls-Royce Wraith est présentée pour la première fois lors du salon de Genève en mars 2013. Elle est construite en Angleterre à Goodwood. Son nom, qui veut dire spectre en français, provient de la Rolls-Royce Wraith produite à moins de cinq cents exemplaires de 1938 à 1939.
Elle est la Rolls-Royce la plus puissante de l’histoire de la marque.
Au salon de Genève 2016, la Rolls-Royce Wraith reçoit un léger restylage comprenant notamment de nouveaux phares avant.

## Caractéristiques techniques
C'est la troisième Rolls-Royce créée sous la direction de BMW, et le cinquième nouveau modèle depuis les quinze dernières années. La Wraith est un coupé « fastback » deux portes et quatre places qui reprend la plate-forme de la Rolls-Royce Ghost. Elle mesure 13 cm de moins que la berline et son empattement est raccourci de 18 cm. Elle est dépourvue de montants latéraux et d’encadrements de portes. Ses portes sont de type « antagoniste », elles s’ouvrent d’avant en arrière. 
Sous le capot de la Wraith, on trouve un V12 6,6 litres biturbo développant 632 ch accouplé à une transmission automatique ZF 8 rapports. Le 0 à 100 km/h est effectué en 4,6 secondes. La vitesse est limitée électroniquement à 250 km/h.
La Rolls-Royce Wraith est équipée des toutes dernières technologies : régulateur de vitesse adaptatif, aide au freinage d'urgence, GPS à commandes vocales, vision de nuit, affichage tête haute, caméra avec vue de dessus à 360°. Sa boîte automatique est capable de s'adapter au parcours en anticipant les changements de rapport en fonction du profil de la route grâce aux indications du GPS. Grâce au programme de personnalisation "Bespoke", Rolls-Royce propose un choix de 44 000 teintes de carrosserie et plus de 20 000 combinaisons d'habillage intérieur. 75 % des clients de Ghost ont recours au programme pour faire de leur véhicule un modèle unique.
Son tarif est annoncé à 245 000 € hors taxes en Europe pour sa commercialisation à l’été 2013.

### Motorisation
| Moteur                     | 12-cylindres en V      |
| Cylindrée (cm³)            | 6 592                  |
| Puissance maximale (ch)    | 632                    |
| Couple maximal (N m)       | 800                    |
| Vitesse maximale (km/h)    | 250 (auto-limitée)     |
| 0-100 km/h (s)             | 4,6                    |
| Transmission               | Propulsion             |
| Boîte de vitesses          | Automatique 8 vitesses |
| Consommation (en L/100 km) | 14,0                   |
| Émissions de CO2 (en g/km) | 327                    |
| Masse (en kg)              | 2 435                  |

## Séries spéciales
Par la suite, plusieurs éditions spéciales voient le jour.
- Wraith St. James Edition[4] ;
- Wraith Inspector Morse Edition[5],[6] ;
- Wraith Inspired by Film[7] ;
- Wraith Inspirated by Fashion[8] ;
- Wraith Inspired by Music[9] ;
- Wraith Black Badge ;
- Wraith Kryptos[10] ;
- Wraith Inspired by Earth[11].
- Black Badge Wraith Black Arrow[12]

## Déclinaison

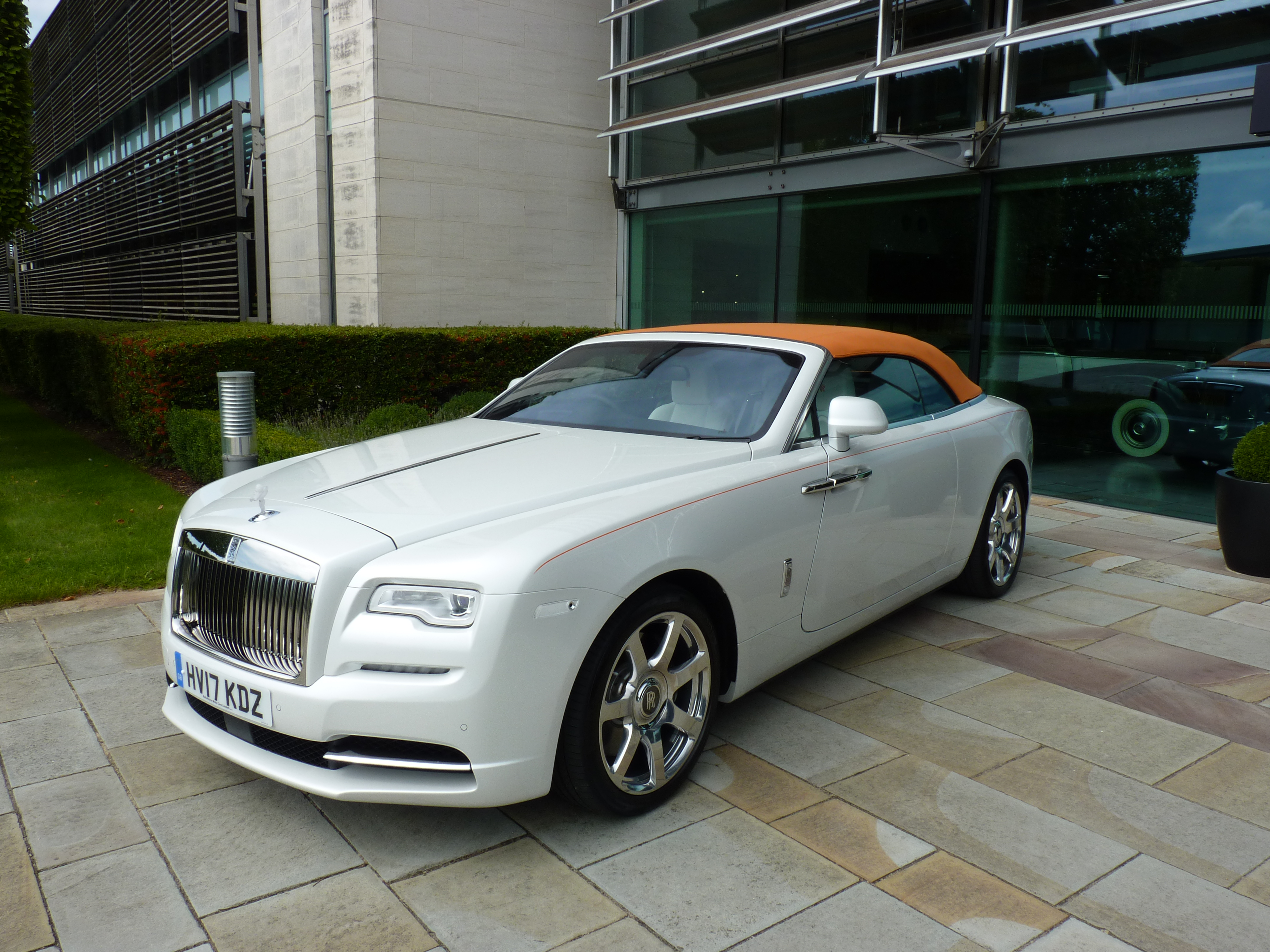
Rolls-Royce Dawn

### Dawn
Une version cabriolet nommée Dawn est disponible depuis 2016. Toujours équipée de la même motorisation, soit le V12 6.6 biturbo de 624 ch.

### Carat Duchatelet Shooting Brake
En 2020, la maison belge Carat Duchatelet présente la Carat Duchatelet Silver Specter Shooting Brake, un break de chasse à 3 portes sur la base de la Rolls-Royce Wraith. Elle est produite en 7 exemplaires à Liège en Belgique.